# Cerodontha lateralis
Cerodontha lateralis är en tvåvingeart som först beskrevs av Pierre Justin Marie Macquart 1835.
Cerodontha lateralis ingår i släktet Cerodontha och familjen minerarflugor. Arten är reproducerande i Sverige.

## Bildgalleri

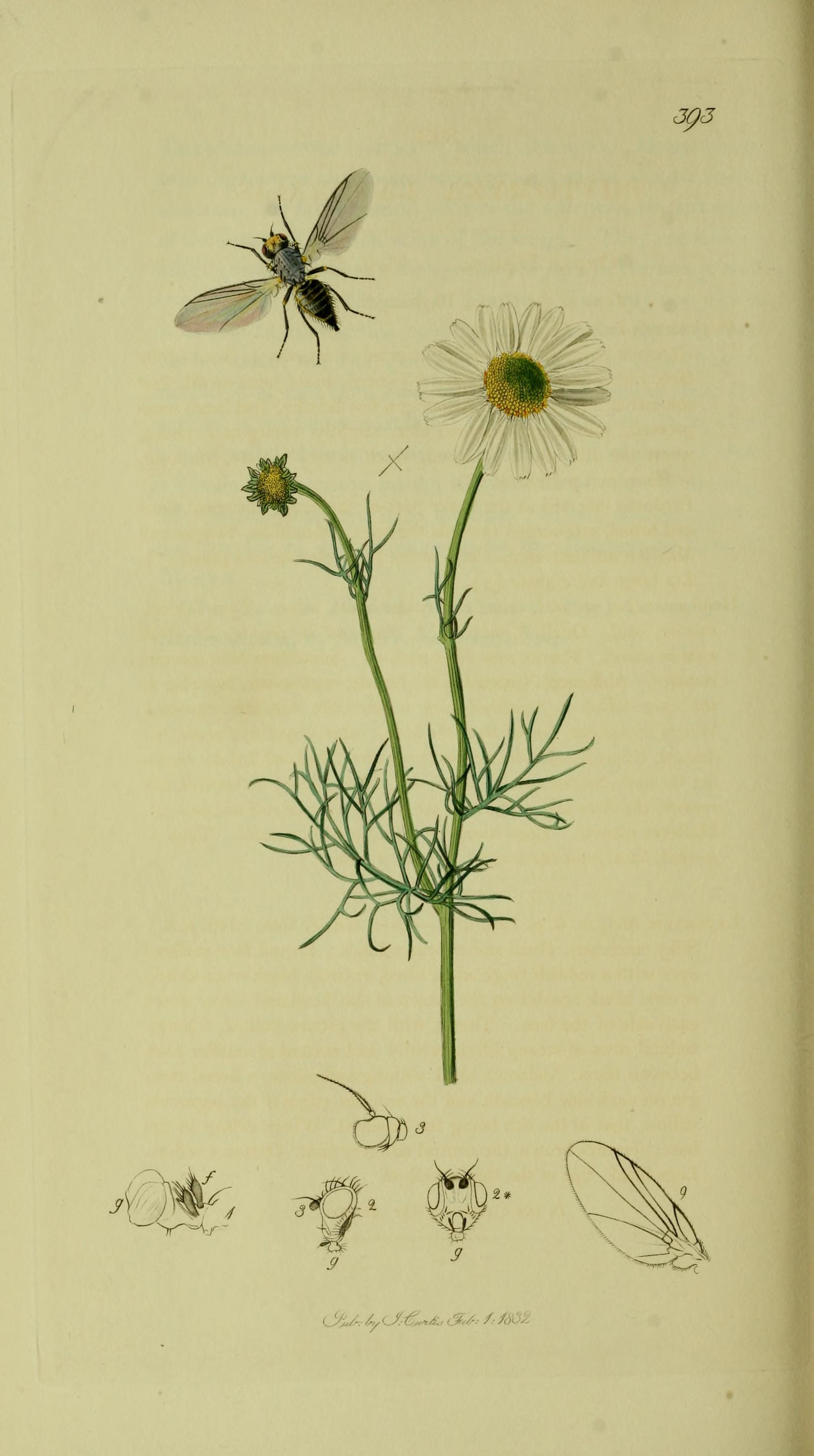